# Yo... el aventurero
Yo... el aventurero  es una película de comedia y wéstern mexicana de 1959, dirigida por Jaime Salvador y protagonizada por Antonio Aguilar, Rosa de Castilla, Amalia Mendoza, Ángel Infante, Andrés Soler y Domingo Soler. Esta película está basada en el tema principal del mismo nombre; se rodó en Mexiscope, una lente similar al Cinemascope, y es una de las raras películas en color de finales de la década de los 50's.

## Argumento
Un aventurero es mujeriego y jugador, mas al ayudar a su tío a pelear contra ladrones de ganado, se enamora de una joven.

## Reparto
- Antonio Aguilar como Antonio Ardabín.
- Rosa de Castilla como Gloria Cisneros.
- Ángel Infante como Gregorio Carriles.
- Amalia Mendoza como Amalia.
- Andrés Soler como Guadalupe Cisneros.
- Domingo Soler como Manuel Ardabín.
- Agustín Isunza como Moncho.
- Joaquín García "Borolas" como Nacho.
- Armando Soto La Marina como Nicho.
- Paco Michel como Lencho.
- Dolores Tinoco como Petra.
- Eduardo Pérez como Pascual.
- Roberto Meyer como Comandante.
- José Luis Fernández como José Luis.
- Guillermo Calles como confidente de Amalia.